# Mütter & Söhne
Mütter & Söhne (Originaltitel: Some Mother’s Son), zeitweilig auch unter Teufelskreis der Gewalt vermarktet, ist ein irischer Kinofilm aus dem Jahr 1996 mit Helen Mirren in der Hauptrolle. Regie führte der Filmemacher Terry George und gemeinsam mit Jim Sheridan verfasste er auch das Drehbuch. Der Film basiert auf einer wahren Begebenheit.
Dreh- und Angelpunkt des Films ist ein Hungerstreik im Jahr 1981, welcher im Maze-Gefängnis in Nordirland stattfand. Der IRA-Gefangene Bobby Sands tritt in einen Hungerstreik, um seinen Protest gegen die Behandlung der IRA-Gefangenen kundzutun. Er vertritt die Meinung, dass die Gefangenen als Kriegsgefangene und nicht als Verbrecher behandelt werden müssten.

## Handlung
Nach einem Bombenanschlag auf einen Militärtransporter werden die zwei IRA-Aktivisten Gerard Quigley und Frank Higgins verhaftet. Im Gefängnis machen sie die Bekanntschaft mit Bobby Sands. Sands hat sich durch seine Aktivitäten fast schon den Ruf einer Kämpfer-Legende erarbeitet. Quigley und Higgins können sich der Ausstrahlung Sands kaum entziehen und sind fasziniert von seinen Erzählungen. Alle drei steigern sich immer mehr in den Gedanken hinein, als Märtyrer in die Geschichte der Untergrundbewegung einzugehen. Aufgrund der schlechten Haftbedingungen, fordern sie, dass man sie als Kriegsgefangene und nicht als Verbrecher behandeln müsse. Als die britische Regierung sich weigert, treten sie später, um ihrer Forderung Nachdruck zu verleihen, in den Hungerstreik zusammen mit anderen Gefangenen.
Während sich der gesundheitliche Zustand der Männer im Gefängnis immer weiter verschlechtert und die daraus resultierende Konfrontation zwischen der IRA und der britischen Regierung eskaliert, kämpfen die Mütter von Gerard und Frank mit allen erdenklichen Mitteln um das Leben ihrer Söhne. Selbst Interventionen aus politischen Kreisen können aber keine Besserung der Lage erreichen. Als Bobby Sands nach 66 Tagen stirbt, bekommt Kathleen Quigley erstmals Zweifel, ob die politischen Ziele die vielen Menschenopfer wert sind. Als sie die Nachricht von Frank Higgins Tod erhält, werden diese Zweifel zur Gewissheit.

## Kritiken
- Lexikon des internationalen Films: Ein eindringlich gespieltes und sorgfältig inszeniertes Plädoyer für das Leben und gegen politische Verbohrtheit, das deutlich die Machtverhältnisse benennt und Sympathien für die politischen Ziele der IRA bekundet.[2]
- Cinema 02/1997: Bewegendes Politdrama in der Tradition von „Im Namen des Vaters“: Helen Mirren als Mutter eines IRA-Gefangenen spielt wie immer großartig.[1]

## Auszeichnungen
Mütter & Söhne wurde bei dem Internationalen Filmfestival von San Sebastián im Jahr 1996 mit dem Publikumspreis sowie dem Preis der Jugendjury ausgezeichnet. Des Weiteren wurde er im gleichen Jahr beim Europäischen Filmpreis und bei dem Angers European First Film Festival mit weiteren Preisen bedacht.